# Бадя, Алин
Алин Бадя (рум. Alin Badea, р.1 июня 1988) — румынский фехтовальщик-саблист, призёр чемпионатов мира, Европы и Европейских игр.

## Биография
Родился в 1988 году в Слобозии. В 2013 году стал серебряным призёром чемпионата мира. В 2015 году завоевал серебряную медаль Европейских игр. В 2016 году стал бронзовым призёром чемпионата мира в командных соревнованиях.